# Phaenicophaeus
Phaenicophaeus – rodzaj ptaków z podrodziny kukułek (Cuculinae) w obrębie rodziny kukułkowatych (Cuculidae).

## Rozmieszczenie geograficzne
Rodzaj obejmuje gatunki występujące w Azji.

## Morfologia
Długość ciała 38–50 cm; masa ciała 57–190 g.

## Systematyka
Rodzaj zdefiniował w 1815 roku zoolog James Francis Stephens w części dotyczącej ptaków w publikacji pod redakcją George’a Shawa poświęconej zoologii. Gatunkiem typowym jest (późniejsze oznaczenie) kukuła białobrzucha (P. pyrrhocephalus).

### Etymologia
- Phaenicophaeus: gr. φοινικοφαης phoinikophaēs ‘ze szkarłatnym wizerunkiem, błyszczący czerwony’, od φοινιξ phoinix, φοινικος phoinikos ‘karmazynowy’; φαω phaō ‘świecić’[12].
- Malcoha: syng. nazwa Māl kōhā dla kukuły białobrzuchej[13]. Gatunek typowy (oznaczenie monotypowe): Cuculus pyrrhocephalus Pennant, 1769.
- Melias: w mitologii greckiej Meliady były nimfami zamieszkującymi drzewa owocowe, od μηλον mēlon „owoc”[14].
- Carpophaga: gr. καρπος karpos ‘owoc’; -φαγος -phagos ‘jedzenie’, od φαγειν phagein ‘jeść’[15].
- Alectorops: gr. αλεκτωρ alektōr, αλεκτορος alektoros ‘kogucik’; ωψ ōps, ωπος ōpos ‘twarz, oblicze’[16]. Gatunek typowy (oznaczenie monotypowe): Cuculus pyrrhocephalus Pennant, 1769.
- Rhopodytes: gr. ῥωψ rhōps, ῥωπος rhōpos ‘krzak’; δυτης dutēs ‘nurek’, od δυω duō ‘nurkować’[17].
- Poliococcyx: gr. πολιος polios ‘szary’; κοκκυξ kokkux, κοκκυγος kokkugos ‘kukułka’[18]. Gatunek typowy (oryginalne oznaczenie): Cuculus sumatranus Raffles, 1822.
- Dryococcyx: gr. δρυς drus, δρυος druos ‘drzewo’; κοκκυξ kokkux, κοκκυγος kokkugos ‘kukułka’[19]. Gatunek typowy (oznaczenie monotypowe): Dryococcyx harringtoni Sharpe, 1877[c].
- Urococcyx: gr. ουρα oura ‘ogon’; κοκκυξ kokkux, κοκκυγος kokkugos ‘kukułka’[20]. Gatunek typowy (oryginalne oznaczenie): Phoenicophaeus erythrognathus Hartlaub, 1844 (= Cuculus curvirostris Shaw, 1810).

### Podział systematyczny
Do rodzaju należą następujące gatunki:
- Phaenicophaeus pyrrhocephalus (Pennant, 1769) – kukuła białobrzucha
- Phaenicophaeus viridirostris (Jerdon, 1840) – kukuła niebieskooka
- Phaenicophaeus diardi (Lesson, 1830) – kukuła czarnobrzucha
- Phaenicophaeus sumatranus (Raffles, 1822) – kukuła rdzawobrzucha
- Phaenicophaeus tristis (Lesson, 1830) – kukuła długosterna
- Phaenicophaeus oeneicaudus J. Verreaux & E. Verreaux, 1855 – kukuła zielonobrzucha
- Phaenicophaeus curvirostris (Shaw, 1810) – kukuła sundajska